# Riki (piłkarz)
Riki, właśc. Iván Sánchez-Rico Soto (ur. 11 sierpnia 1980 w Aranjuez) – hiszpański piłkarz grający na pozycji napastnika.
Wychowanek klubu Real Aranjuez, gdzie karierę rozpoczął w 1999 roku. Kolejno grał dla Raelu Madryt (najpierw gracz Realu Madryt C, a później Realu Castilla). W sezonie 2004/2005 został pozyskany przez Getafe CF. Do Deportivo La Coruña trafił za sumę 4 mln €. Pierwsze spotkanie rozegrał podczas wygranego meczu (2:0) 5. kolejki Primera División, 30 września 2006 roku, przeciwko Realowi Sociedad. W czerwcu 2013 został zawodnikiem Granady